# Борелиус, Мария
Мария Борелиус (швед. Maria Borelius, полное имя Maria Sigrid Astrid Borelius; род. 1960) — шведская журналистка и государственный деятель.

## Биография
Родилась 6 июля 1960 года в муниципалитете Тебю, лен Стокгольм. Дочь дизайнера Джона Берга, сестра Генрика Борелиуса — бывшего генерального директора компании Attendo Care.
В 1984 году окончила Университет Лунда (бакалавр гуманитарных наук), в 1986 году Нью-Йоркский университет (магистр наук).
Была научным журналистом и редактором вечерних новостей программы Rapport на Sveriges Television и лицом научной программы NOVA в течение многих лет. Вместе с телевизионным предпринимателем Анни Вегелиус (Annie Wegelius) она основала в 1998 году цифровой телеканал и учебный портал K-World (закрылся в 2002 году).
Являясь членом Умеренной коалиционной партии на выборах 2006 года, Борелиус была избрана членом шведского парламента от округа Стокгольм и стала министром внешней торговли в правоцентристском правительстве Райнфельдта, которое было сформировано после выборов. Через несколько недель два министра подали в отставку, Мария Борелиус был одним из них.
В период с 2007 по 2012 год Мария Борелиус была вице-председателем и генеральным директором благотворительной организации Hand in hand International, расположенной в Великобритании, которая работала с партнёрскими организациями развивающихся стран с целью содействия развитию предпринимательства и созданию рабочих мест среди неблагополучных женщин. Затем работала в советах нескольких компаний, зарегистрированных на бирже на шведской фондовой бирже —  Active Biotech, Sweco и Telelogic, а также в Шведском национальном совете по науке.
В 2013 году присоединилась к консультативному совету Открытая Европа. В настоящее время является советником Каролинского института и Лундского университета и обозревателем деловой газеты Dagens Industri.
Была удостоена:
- 1984 год — Scholarship Swedish Science Association,
- 1994 год — Great Journalist prize (Swedish Cancerfund),
- 2001 год — The honorary “Hierta” scholarship (Swedish Journalist Association).

### Личная жизнь
Живёт с 2000 года в Великобритании; замужем за Грегером Ларсоном (Greger Larson), в семье четверо детей, родившихся в 1990, 1992, 1993 и 1995 годах.